# بنجامين بيرس تشيني
بنجامين بيرس تشيني (بالإنجليزية: Benjamin Pierce Cheney)‏ هو منفذ ‏ أمريكي، ولد في 12 أغسطس 1815 في هيلسبورو في الولايات المتحدة، وتوفي في 23 يوليو 1895.